# Volkmar Kaufmann
Volkmar Kaufmann (* 1. August 1942; † Januar 1971) war ein deutscher Fußballspieler. Von 1966 bis 1970 spielte er für die BSG Wismut Aue in der DDR-Oberliga, der höchsten Liga im DDR-Fußball.

## Sportliche Laufbahn
Bis 1966 spielte Volkmar Kaufmann mit der Lößnitzer Betriebssportgemeinschaft BSG Motor zuletzt in der viertklassigen Bezirksklasse Karl-Marx-Stadt. 1958 hatte er bei der BSG Motor seine Fußballerlaufbahn begonnen. Zu Beginn der Saison 1966/67 wurde er zum Oberligisten Wismut Aue delegiert. Dort hatte er zunächst einen schweren Start, denn in seinen ersten beiden Spielzeiten kam er nur auf vier bzw. sieben Oberligaeinsätze, von denen er auch nur acht über die volle Spieldauer bestritt. Erst in der Saison 1968/69 gelang ihm der Durchbruch. Er wurde in allen 26 Oberligaspielen aufgeboten und spielte hauptsächlich als Verteidiger. In der Begegnung Wismut Aue – 1. FC Union Berlin gelang ihm beim 2:0-Sieg auch sein erstes Oberligator. 1969/70 hatte er eine längere Verletzungspause, sodass er nur 19-mal in der Oberliga aufgeboten werden konnte. Er wurde wieder in der Regel in der Abwehr eingesetzt und kam auch wieder zu einem Torerfolg. In der Hinrunde der Saison 1970/71 erzielte er bereits am 3. Spieltag sein obligatorisches Oberligator, wurde nun aber im Mittelfeld aufgeboten. Nach elf Oberligaeinsätzen wurde er im 12. Spiel in der 66. Minute nach einer bereits erfolgten Verwarnung wegen Festhaltens eines gegnerischen Spielers vom Platz gestellt. Es war Kaufmanns letzter Auftritt in der Oberliga, denn noch vor Beginn der Saisonrückrunde nahm er sich Ende Januar das Leben. Für ihn stehen 68 Spiele in der Oberliga und sechs Einsätze im DDR-Fußballpokal zu Buche.

## Einzelnachweis
1. ↑   https://www.fc-erzgebirge.de/aktuelles/v/a/historisch-vor-50-jahren-oberligajubilaeum-fuer-die-bsg-wismut-aue/

| Personendaten    | Personendaten            |
| ---------------- | ------------------------ |
| NAME             | Kaufmann, Volkmar        |
| KURZBESCHREIBUNG | deutscher Fußballspieler |
| GEBURTSDATUM     | 1. August 1942           |
| STERBEDATUM      | Januar 1971              |